# Lök-völgyi-barlang
A Lök-völgyi-barlang Magyarország megkülönböztetetten védett barlangjai között van. A barlangból őslénytani leletek kerültek elő. A Bükki Nemzeti Park területén található. Turista útikalauzokban is említve van.

## Leírás
A Déli-Bükkben, a Lök-völgy északnyugati oldalában, a Vaskapu-szurdok felső végén, a völgy talpszintje felett körülbelül 40 méterrel, hegyoldalban, sziklás terepen, erdőben, sziklafal tövében, 380 méter tengerszint feletti magasságban nyílik. A bejárata természetes jellegű, de átalakított, vízszintes tengelyirányú, szabálytalan alakú, íves, 2,6 méter széles és két méter magas.
A barlang középső triász és felső triász mészkőben néhány helyen alárendelten tektonikus hasadékok mentén a befolyó víz hatására jött létre. Üstös oldásformák, breccsazóna, állócseppkövek, szalmacseppkövek, cseppkőlécek, cseppkőlefolyások, gömbös borsókő és ősmaradványok figyelhetők meg benne. Fennőtt, romboéderes kalcit is előfordul a járatokban.
Kadić Ottokár egy darab régi eszközt talált benne, amit ma a bábonyi kultúrába sorolhatunk. Az előkerült őslénytani anyag érdekessége, hogy az itteni barlangi medvék a máshol előkerült hasonló korúakhoz képest 30%-kal kisebbek voltak. A szokásosnál kisebbek voltak az itt talált farkascsontok is. A róka, borz, barlangi hiéna, barlangi oroszlán, vadmacska, nyúl, gímszarvas, zerge és bölény csontjainál már nem tapasztaltak méretbeli eltérést.
1977-ben volt először Lök-völgyi-barlangnak nevezve a barlang az irodalmában. Irodalmában előfordul a barlang Lélek-lyuk (Sásdi, Rabitovszki 2002), Léleklyuk (Bertalan 1976), Lökvölgyi-barlang (Kadić 1933), Lökvölgyi barlang (Schőnviszky 1937), Lőklyuk (Bartalos 1909), Lőkvölgyi-barlang (Kadić 1934) és Lőkvölgyi barlang (Kadić 1940) neveken is. Van Sályon egy mesterséges üreg, amelynek a neve Lélek-lyuk és ennek egyik névváltozata szintén Léleklyuk.

## Kutatástörténet
Először, 1909-ben Bartalos Gyula említette meg a (Lőklyuk nevű) barlangot nyomtatásban. Leírása szerint egy egész birkanyáj elfér üregében. Kadić Ottokár 1929-ben végzett ásatást a barlangban. Kadić Ottokár 1933-ban felmérte az üreget, majd a felmérés felhasználásával megrajzolta a barlang alaprajz térképét, amelyen jelölve van a Bartalos Gyula és Leszih Andor által végzett ásatás helye. Mottl Mária ekkor, a Kadić Ottokár által végzett barlangfelmérés felhasználásával megrajzolta a barlang 2 hosszmetszet térképét és 5 metszet térképét. Schőnviszky László a Turisták Lapja 1937. évi évfolyamában ismertette részletesen az üreget. A leírás szerint a barlangnak Felsőtárkány szélén, a Lök-völgyben lévő Vaskapu sziklaszoros jobb oldalán, magasan van a bejárata. Több irányba elágazó, nagy kiterjedésű barlangba vezet a barlangbejárat. A próbaásatások során, pleisztocén emlősmaradványok, kvarcit töredékek és egy protoszolütréi babérlevélhegy kerültek elő. A leírás két publikáció alapján lett írva.

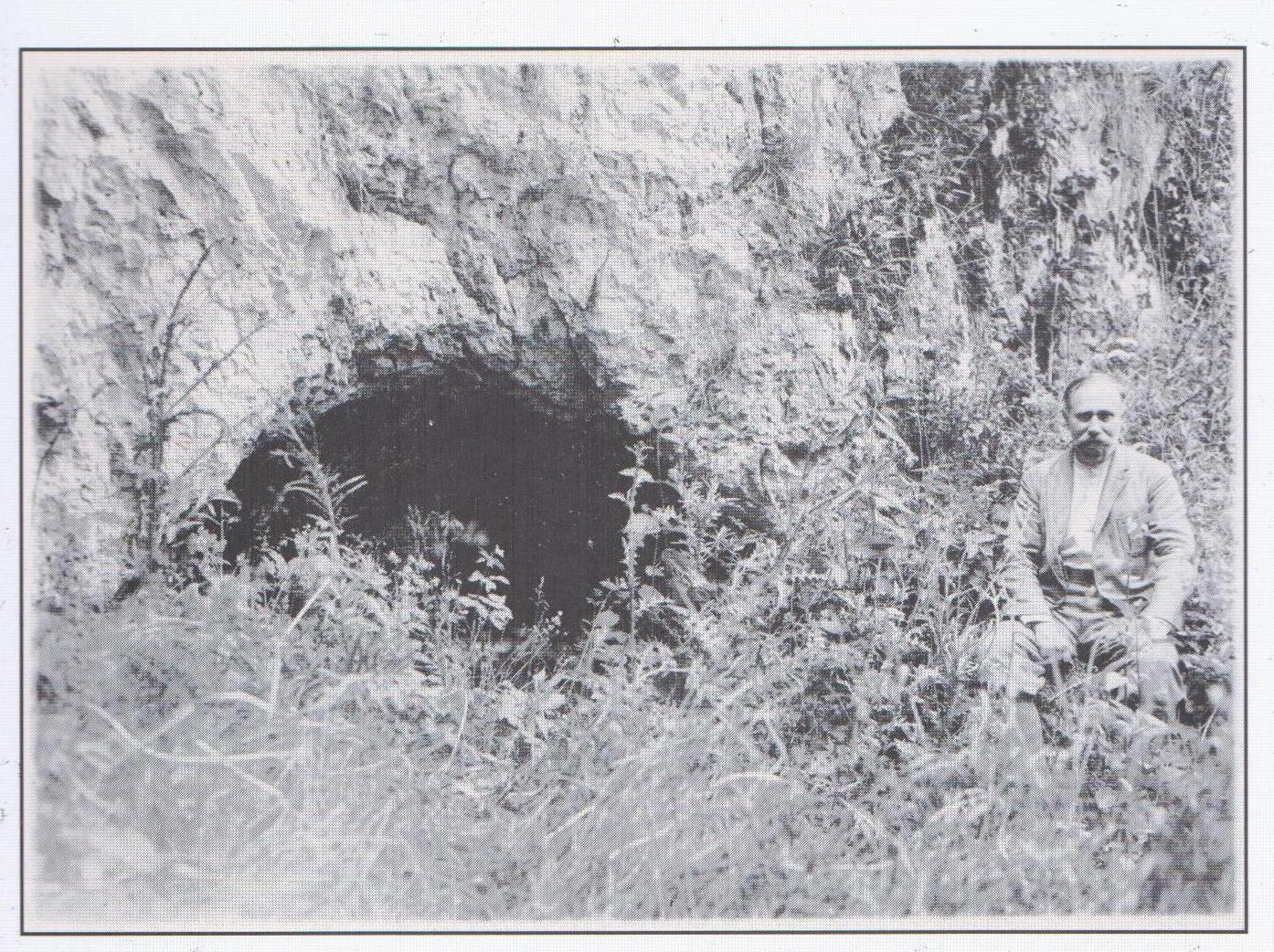
A Lök-völgyi-barlang bejárata és Kadić Ottokár (az 1930-as években készült fénykép)

Az 1954-ben kiadott, Bükk portyavezető című kiadványban az jelent meg, hogy a Lök-völgyből balra, a Lök-bérc oldalában nyíló barlanghoz kék négyszög jelzés vezet. A barlangban őskori leleteket találtak. Az 1962-ben napvilágot látott, A barlangok világa című könyv ismertetése szerint 360 m tengerszint feletti magasságban nyílik a barlang, amely a szeleta-kultúra egyik lelőhelye. Az 1976-ban befejezett, Bertalan Károly által írt kéziratban az van írva, hogy a Bükk hegységben, Felsőtárkányon helyezkedik el a Lökvölgyi barlang, amelynek másik neve Léleklyuk. A lök-völgyi Vaskapu sziklaszoros jobb, É-i oldalán, magasan az autóút felett, 367 m tengerszint feletti magasságban van a tág, D-re néző, ovális bejárata. A régi forrásbarlang 34 m hosszú. Turisztikai hasznosítása van. A kitöltésből kőeszközök és gerinces fauna került elő. A kézirat barlangra vonatkozó része egy publikáció alapján íródott.
Az 1976-ban kiadott, Bertalan Károly és Schőnviszky László által összeállított Magyar barlangtani bibliográfia barlangnévmutatójában meg van említve a Bükk hegységben, Felsőtárkányon lévő barlang Lök-völgyi-barlang néven. A barlangnévmutatóban fel van sorolva 20 irodalmi mű, amelyek foglalkoznak a barlanggal. Az 1977-ben megjelent, Bükk útikalauz című könyvben az olvasható, hogy az Imó-kői-forrásbarlangtól négy kilométerre délre, a Vaskapu mészkőszurdokában van bejárata. Délre néző, ívelt nyílása többfelé elágazó, terjedelmes üregbe vezet. Kitöltésében barlangi medve, barlangi oroszlán, barlangi hiéna és ősbivaly csontokat, valamint korai szeleta-kultúrára jellemző kőeszközöket találtak. DNy-i szomszédságában van a Vaskapu-barlang.

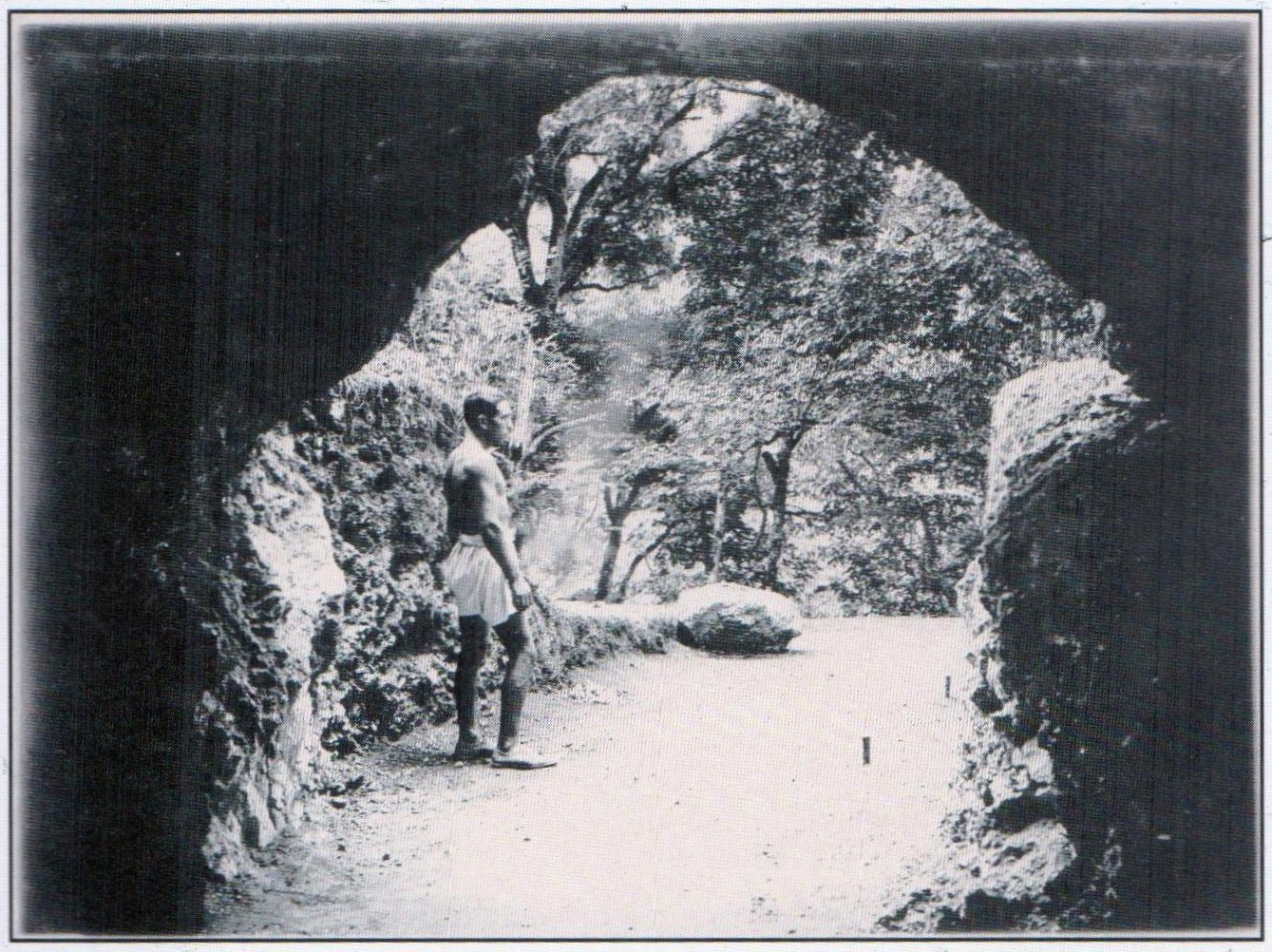
A Lök-völgyi-barlang bejárata belülről (az 1930-as években készült fénykép)

Az 1979-ben kiadott, Barlangok a Bükkben című könyvben szó van arról, hogy a Lök-völgyi-barlangnak a Lök-völgy jobb oldali sziklafalában, fent van az ovális bejárata. A több irányban elágazó barlangtól D-re található a Vaskapu-barlang. A könyvhöz mellékelt, a Bükk hegység barlangokban leggazdagabb területét bemutató térképen látható a 66-os számmal jelölt barlang földrajzi elhelyezkedése. Az 1984-ben napvilágot látott, Magyarország barlangjai című könyv országos barlanglistájában szerepel a Bükk hegységben lévő barlang Lök-völgyi-barlang néven Léleklyuk névváltozattal. A listához kapcsolódóan látható az Aggteleki-karszt és a Bükk hegység barlangjainak földrajzi elhelyezkedését bemutató 1:500 000-es méretarányú térképen a barlang földrajzi elhelyezkedése. A Marcel Loubens Barlangkutató Egyesület 1985. évi évkönyve szerint 1985. augusztus 10-én két denevért észleltek benne.
A barlang 2002-ben készült állapotfelvételi kéziratában az olvasható, hogy a Lök-völgyi-barlangnak 380 m tszf. magasságban van a bejárata. A vázlatosan felmért barlang 64 m hosszú. Becsült függőleges kiterjedése 5 m, becsült magassága 4,5 m, becsült mélysége pedig 0,5 m. Vízszintes kiterjedése 32 m, becsült térfogata pedig 150 m³. Elágazó és egyszintes barlang. A vízszintes barlang jellemző szelvénytípusa az alagút szelvénytípus. A barlang bejárati részében néhány kürtő van, amelyek szűkek és ember számára részben bejárhatók. Barlangjáró alapfelszerelés nélkül szabadon és könnyen járható, de lámpa kell megtekintéséhez.
Rántó András és Kiss Orsolya 2004 októberében elkészítették a barlang alaprajz térképét és 15 metszet térképét. A térképek 1:100 méretarányban mutatják be a barlangot. A Bükki Nemzeti Park Igazgatóság működési területén, a Bükk hegységben elhelyezkedő és 5343/63 kataszteri számú Lök-völgyi-barlang, 2006. február 28-tól, a környezetvédelmi és vízügyi miniszter 8/2006. KvVM utasítása szerint, megkülönböztetett védelmet igénylő barlang. A Bükki Nemzeti Park Igazgatóság működési területén lévő és 5343-63 kataszteri számú Lök-völgyi-barlang, 2012. február 25-től, a vidékfejlesztési miniszter 4/2012. (II. 24.) VM utasítása szerint, megkülönböztetetten védett barlang. 2013. augusztus 12-től a belügyminiszter 43/2013. (VIII. 9.) BM rendelete szerint a Heves megyei, felsőtárkányi, 5343-63 barlangkataszteri számú és 21302 lelőhely-azonosítójú Lök-völgyi-barlang régészeti szempontból jelentős barlangnak minősül.

## További irodalom
- Bakos Ákos: Nagy vita a subalyuki ősember állkapcsa körül. Az Est, 1935. július 20. (26. évf. 163. sz.) 13. old.
- Dancza János: Voltak-e a jégkorszak emberének fűtési gondjai? Természetbarát, 1934. (22. évf.) január–február. 3–4. old., március–május. 3–4. old., június–augusztus. 3. old., szeptember–október. 5–6. old.
- Dancza János: Fűtési gondok a jégkorszakban. Búvár, 1939. 347–351. old.
- Erdey Gyula: Bükk útikalauz. Budapest, Sport, 1956. 130. old.
- Kadić Ottokár: Jelentés az 1932. évi barlangkutatásaimról. Kézirat. Budapest, 1932. 4 old. (A kézirat megtalálható a Magyar Állami Földtani Intézet adattárában.)
- Kerekes József: Hazánk periglaciális képződményei. Beszámoló a Magyar Királyi Földtani Intézet vitaüléseinek munkálatairól, 1941. (3. évf.) 4. füz. 95–149. old.
- Kolacskovszky Lajos: A Lökvölgyi-barlang. Természetbarát, 1933. 21. szeptember–október. 2–3. old.
- Kolacskovszky Lajos: Vidróczki Márton. Természetbarát, 1937. 5. sz. 3–5. old.
- Lénárt László: A miskolci barlangkutatás és a bükki barlangok összefoglaló ismertetése. Borsodi Műszaki-Gazdasági Élet, 1983. 1. 15–19. old.
- Mottl Mária: Faunen, Flora und Kultur des ungarischen Solutréen. Quartär, 1938. (1. köt.) Berlin. 36–54. old.
- Mottl Mária: Az interglaciálisok és interstadiálisok a magyarországi emlősfauna tükrében. (Hozzászólásokkal.) Beszámoló a Magyar Királyi Földtani Intézet vitaüléseinek munkálatairól, 1941. (3. évf.) 1. füz. 3–42. old.